# Aflatoksin
Aflatoksin je prirodni mikotoksin koji proizvode mnoge vrste Aspergillus gljiva, od kojih su najznačajnije Aspergillus flavus i Aspergillus parasiticus. Aflatoksini su otrovni i spadaju među najkancerogenije poznate supstance. Aflatoksini se stvaraju na polju i tokom skladištenja, a najčešće se mogu naći u kukuruzu, susamu, kikirikiju, pamuku, pirinču, pistaćima, semenkama bundeve, bademu, lešniku, suncokretu, soji, sušenom voću, začinima, mleku i mlečnim proizvodima i mesu.

## Otkriće
Otkriveni su 1960. godine nakon velikog pomora ćurki u Velikoj Britaniji (misteriozna “bolest” je nazvana turkey disease X). Uzročnik pomora je bilo kikirikijevo brašno iz kojeg je izolovana plesan Aspergillus flavus kao kristalna supstanca plave fluorescencije. U prošlosti su poznati slučajevi akutne toksičnosti kod ljudi i to u Anonu (1993), Indiji (1974) i Keniji (1982) kada je uzrok kontaminiranog kukuruza aflatoksinom bila obilna nesezonska kiša. U Anonu je primećena mršavost kod svinja kao posledica hroničnih trovanja, a kod krava je došlo do slabog prinosa mleka.

## Klasifikacija, biohemijske osobine i hemijska struktura
Najznačajniji aflatoksini su aflatoksin B1, B2, G1, G2, M1 i M2. Aflatoksin B1 je najtoksičniji i gotovo je uvek prisutan gde i B2, G1 i G2. Samo aflatoksin B1, koji može da se nađe npr. u namirnicama koje sadrže neprerađene žitarice ali ne može da se nađe u mleku, ubraja se u grupu kancerogenih supstanci, tj. spada u grupu 1 prema IARC klasifikaciji (International Agency for Research on Cancer) što znači da je agens karcinogen i da je to dokazano kod ljudi. Aflatoksin M1 spada u grupu 2A što znači da je verovatno karcinogen kod ljudi (karcinogenost je dokazana kod životinja). Aflatoksini su dobili naziv prema A (Aspergillus) + FLA (flavus) + TOKSIN, a oznake B i G označavaju pojavu plave (Blue) ili zelene (Green) boje fluorescencije pod UV zracima, dok oznaka M označava prisustvo u mleku (Milk).
|  |  |  |
|  |  |  |

Aflatoksin B je derivat difurokumarociklopentenona, a aflatoksin G je derivat difurokumarola.

## Mehanizam toksičnog dejstva
Nakon unosa u telo, aflatoksini se metabolišu u jetri do reaktivnih epoksida koji su toksičniji i nosioci su karcinogenog delovanja, ili hidroksilišu, čime se formira aflatoksin M1 koji je oko 10 puta manje toksičan. Na delovanje aflatoksina i njihovu bioaktivaciju utiču brojni faktori: pol, starost, ishrana, prisustvo zaštitnih faktora u organizmu, infekcija hepatitis B virusom. Primarne akutne mikotoksikoze se manifestuju kao zapaljenske promene na organima gastrointestinalnog trakta. Aflatoksini su hepatotoksični i uzrokuju masnu degeneraciju jetre, krvarenje jetre i rak jetre. Aflatoksin B1 je najjačeg mutagenog delovanja i smatra se jednim od najjačih humanih mutagena.

## Izvor kontaminacije
Aflatoksini su prirodne odbrambene supstance koje proizvode mnoge vrste Aspergillus gljiva tj. buđi koje rastu na žitaricama poput kukuruza, posebno Aspergillus flavus i Aspergillus parasiticus. Ove materije su i u maloj količini otrovne za najveći broj životinjskih vrsta, kao i za ljude. Buđi iz roda Aspergillus ne stvaraju aflatoksine uvek već samo pod određenim okolnostima, na primer ukoliko su izložene nepovoljnim uticajima sredine kao što je konkurencija u ishrani od strane drugih vrsta gljiva i sl. Količina proizvedenih toksina veoma zavisi od uslova pod kojima gljive rastu.
Za razliku od brojnih drugih vrsta gljiva i buđi, one iz roda Aspergillus su aerobni organizmi koji najbolje uspevaju u uslovima relativno visoke temperature (25 °C do 42 °C) i niske vlažnosti vazduha. Zbog toga su duga i sušna leta posebno povoljna za njihovo širenje. Visoke temperature i niska vlažnost vazduha doprinose njihovom širenju i posredno, tako što dovode do pucanja semenja žitarica, koje zatim postaje lak plen ovih buđi. Za sada nije razvijen efikasan industrijski postupak kojim bi se u potpunosti sprečilo inficiranje žitarica ovim buđima, kao ni efikasan postupak za uklanjanje njihovih toksina iz zaražene hrane. Pojedina istraživanja sprovedena na teritoriji Evropske Unije pokazuju da je osetljivim naučnim instrumentima u čak oko 80% prehrambenih proizvoda za čiju se proizvodnju koriste bilo žitarice bilo mlečne i mesne prerađevine, bilo moguće otkriti prisustvo aflatoksina, naravno u količinama koje nisu opasne po zdravlje.
Osim semenja biljaka, ove buđi mogu da uspevaju i na velikom broju drugih organskih supstrata poput lišća i sena za stočnu prehranu, a u stanju su da kolonizuju i žive organizme. Veoma je opasno udisati spore ovih buđi, jer su u stanju da izazovu snažne alergijske reakcije kao i teške infekcije pluća i drugih unutrašnjih organa.

## Uticaji aflatoksina na zdravlje
Zbog široke rasprostranjenosti buđi u prirodi, i zbog činjenice da žitarice i brojne supstance koje se dobijaju iz žitarica ulaze u sastav velikog broja prehrambenih proizvoda, kao i zbog relativne hemijske stabilnosti aflatoksina, gotovo je neminovno da se u svakodnevnoj ishrani susretnemo sa mikroskopskim količinama ovih otrova. Ipak, metabolizam ljudi je u poređenju sa drugim životinjskim vrstama primetno otporniji na pojavu aflatoksina u hrani, za šta najverovatnije treba zahvaliti evolutivnoj prilagođenosti ljudi na ishranu žitaricama. Životinjske vrste poput riba i pasa, koje se prirodno ne hrane žitaricama, nisu imale potrebu da razvijaju hemijske odbrambene mehanizme protiv ovih supstanci, tako da su one znatno osetljivije na njih.
B1 aflatoksin je jedina supstanca iz grupe aflatoksina koja se nalazi na listi kancerogenih materija. Pokazuje štetne uticaje pre svega na ćelije jetre, kako u smislu toksičnosti, tako i u smislu povećanja rizika za pojavu raka jetre. Ipak, medicinske studije ukazuju na to da se rak jetre retko javlja samo kao posledica intoksikacije aflatoksinom B1, već je potrebno da ona bude udružena sa drugim faktorima rizika poput hronične infekcije virusom hepatitisa i sl.
Na pojavu aflatoksina su najosetljivija deca. Kod dece hronično izložene dejstvu visokih koncentracija ovih supstanci pojavljuju se ozbiljne smetnje u fizičkom i psihičkom razvoju, a primećuje se i povećana verovatnoća pojave raka jetre u kasnijim životnim dobima. Naročito su osetljiva deca sa već postojećim drugim imunološkim problemima, kao i deca koja oskudevaju u hrani. Zbog navedenih faktora rizika, uticaj aflatoksina na mlade najizraženiji je u određenim oblastima Podsaharske Afrike.
Preživari u svom telu poseduju biohemijske odbrane protiv aflatoksina, što znači da oni, ukoliko se hrane kontaminiranom hranom, vrše njihovo delimično inaktiviranje, tako da se u svežem mleku krava ne može naći opasni i kancerogeni B1, već njegov derivat, znatno manje opasan M1 aflatoksin za koji za sada samo postoji sumnja da je kancerogen. Aflatoksini se nikada ne izlučuju u potpunosti iz tela životinja, zbog čega se neke od ovih supstanci mogu nalaziti i u mesu koje se koristi za ljudsku ishranu - u veoma maloj količini u mišićima (“crvenom” i “belom” mesu), u najvećoj meri u iznutricama (unutrašnjim organima), a pre svega u jetri (“crnoj džigerici”).
M1 aflatoksin se ne razgrađuje pasterizacijom niti procesima koji se primenjuju u cilju smanjivanja sadržaja masnoća u mleku, što znači da se može naći u svežem, pasterizovanom i dugotrajnom mleku. Drugi procesi za preradu mleka (tj. fermentacija) kojima se dobijaju mlečne prerađevine razgrađuju aflatoksine ili vezuju njihove molekule u vidu neutralnih proteinskih kompleksa, tako da se oni po pravilu ne mogu naći u aktivnom stanju u siru, kiselom mleku, jogurtu i srodnim proizvodima.
Određene imunološke studije sugerišu da povećanje unosa svežih biljnih namirnica poput šargarepe, celera i peršuna ublažuje štetne uticaje aflatoksina na zdravlje ljudi.

## Analitika aflatoksina u hrani
Dokazivanje prisustva (detekcija) i određivanje (kvantifikacija) aflatoksina vrši se korišćenjem fizičko-hemijskih (TLC, HPLC/MS) i imunoloških metoda (ELISA test). ELISA test predstavlja rutinsku analizu i bazira se na formiranju kompleksa antigen-antitelo u prisustvu agensa za razvijanje boje (supstrata). Antigen je AFB1-BSA-enzim, tj. konjugat aflatoksina B1 (AFB1) i BSA (serumski goveđi albumin), a enzimi mogu biti različiti: alkalna fosfataza, penicilinaza ili peroksidaza iz rena.

## Dozvoljene vrednosti
Na teritoriji Evropske Unije važe sledeća ograničenja: 2 μg·kg−1 za aflatoksin B1 kao i 4 μg·kg−1 za sumu aflatoksina  kod različitih namirnica. Važe različite granične vrednosti između 2 i 12 μg·kg−1 za aflatoksin B1 kao i između 4 i 15 μg·kg−1 za sumu aflatoksina  kod različitih začina, oraha, ulja, suvog voća, kukuruza i pirinča. Isključena su rafinirana ulja i iz njega prerađeni proizvodi, jer je otklanjanje aflatoksina pri rafinaciji prerađuju. Za aflatoksin М1 važi da je granična vrednost 50 nanograma po litru (0,050 μg·L−1) kod svežeg mleka, termički obrađenog i fabričkog mleka kao i 25 nanograma po litru (0,025 μg·L−1) u hrani za bebe. Za hranu za bebe i malu decu važi granica od svega 10 nanograma po kilogramu (0,010 μg·kg−1) opasnog aflatoksina B1.
U svetu postoje brojni nacionalni propisi kojima se ograničava maksimalno dozvoljena količina aflatoksina u hrani.
| država                 | maksimalne dozvoljene vrednosti [μg·kg−1] | proizvod                                  |
| ---------------------- | ----------------------------------------- | ----------------------------------------- |
| Kanada                 | 15                                        | orasi                                     |
| Ujedinjeno Kraljevstvo | 20                                        | životne namirnice                         |
| Evropska Unija         | 2                                         | orasi, suvo voće, žitarice                |
| Argentina              | 0                                         | kikiriki, kukuruz i proizvodi od kukuruza |
| Brazil                 | 15                                        | životne namirnice                         |
| Kina                   | 10                                        | pirinač i jestiva ulja                    |
| Češka Republika        | 5                                         | životne namirnice                         |
| Mađarska               | 5                                         | životne namirnice                         |
| Indija                 | 30                                        | životne namirnice                         |
| Japan                  | 10                                        | životne namirnice                         |
| Nigerija               | 20                                        | životne namirnice                         |
| Poljska                | 0                                         | životne namirnice                         |
| Južnoafrička Republika | 5                                         | životne namirnice                         |
| Zimbabve               | 5                                         | životne namirnice                         |

Aflatoksini su termički stabilni, tako da se u prehrambenoj industriji za čišćenje hrane od njih koriste mašine koje hranu tretiraju natrijumhipohloritom i slični hemijski postupci. Čišćenje se potvrđuje tečnom hromatografijom sa fluorescentnom detekcijom.

## Literatura
- Abbas, Hamed K. (2005). Aflatoxin and Food Safety. CRC Press. стр. 546. ISBN 978-1-4200-2817-1.
- Hudler, George (1998). Magical Mushrooms, Mischievous Molds. Princeton, NJ: Princeton University Press. ISBN 9780691070162.
- Hudler, George W. (1998). Magical Mushrooms, Mischievous Molds: The Remarkable Story of the Fungus Kingdom and Its Impact on Human Affairs. Princeton University Press. ISBN 978-0-691-07016-2.

## Spoljašnje veze
- Detaljne informacije o Aspergillus mikotoksinima
- Mikotoksini
- Aflatoxin Архивирано на веб-сајту  (28. фебруар 2014)